# Hieracium kolgujevense
Hieracium kolgujevense es una especie de planta con flor del género Hieracium, de la familia Asteraceae, orden Asterales.

## Distribución
Hieracium kolgujevense se distribuye por Rusia.

## Taxonomía
Fue descrita científicamente por Shlyakov.
Tratamiento taxonómico
La especie aparece registrada en una sección de la publicación Novosti Sist. Vyssh. Rast.